# Julian Gant
Julian Gant (* 1. Januar 1985 in Detroit, Michigan) ist ein US-amerikanischer Schauspieler.

## Leben
2009 hatte Gant in dem Film Parody Movie seinen ersten Auftritt. 2010 hatte er seine erste Rolle in der Fernsehserie Detroit 1-8-7. 2012 bis 2013 erhielt er seine erste wiederkehrende Rolle in der Fernsehserie Key & Peele. 2021 bis 2023 hatte Gant in 52 Folgen der Fernsehserie Call Me Kat eine Rolle inne.

## Filmografie
- 2009: Parody Movie
- 2010: Bilal's Stand
- 2010: Starlight & Superfish
- 2010: Detroit 1-8-7 (Fernsehserie, Folge 1x01)
- 2011: Real Steel
- 2012: War Flowers
- 2012–2013: Key & Peele (Fernsehserie, 2 Folgen)
- 2013: House of Lies (Fernsehserie, Folge 2x05)
- 2013: Love and Honor – Liebe ist unbesiegbar (Love and Honor)
- 2013: Approaching Midnight
- 2013: Paulie (Fernsehfilm)
- 2014: Our Two Minute Show (Miniserie, Folge 1x04)
- 2014: 39 to Go (Fernsehserie, 6 Folgen)
- 2014: Meme Weavers (Fernsehfilm)
- 2015: Adam Ruins Everything (Fernsehserie, Folge 1x04)
- 2017: The 2017 CBS Diversity Sketch Comedy Showcase
- 2017: Superior Donuts (Fernsehserie, Folge 1x10)
- 2017: SMILF (Fernsehserie, Folge 1x03)
- 2017: Intent
- 2018: School of Rock (Fernsehserie, Folge 3x13)
- 2018: Splitting Up Together (Fernsehserie, Folge 1x05)
- 2018: Nobodies (Fernsehserie, 2 Folgen)
- 2018: Fuller House (Fernsehserie, Folge 4x12)
- 2019: Krasse Pranks (Prank Encounters, Fernsehserie, 4 Folgen)
- 2019–2021: Good Girls (Fernsehserie, 5 Folgen)
- 2020: Reno 911! (Fernsehserie, Folge 7x19)
- 2021: Reno 911!: The Hunt for QAnon (Fernsehfilm)
- 2021–2023: Call Me Kat (Fernsehserie, 52 Folgen)
- 2022: As They Made Us
- 2022: Bar Fight!
- 2022–2023: Oddballs: Die seltsamen Abenteuer von James & Max (Oddballs, Fernsehserie, 20 Folgen, Sprechrolle)
- 2023: Baselines (Fernsehserie, Folge 1x02)
- 2023: Shepherd